# Vajiralongkorn

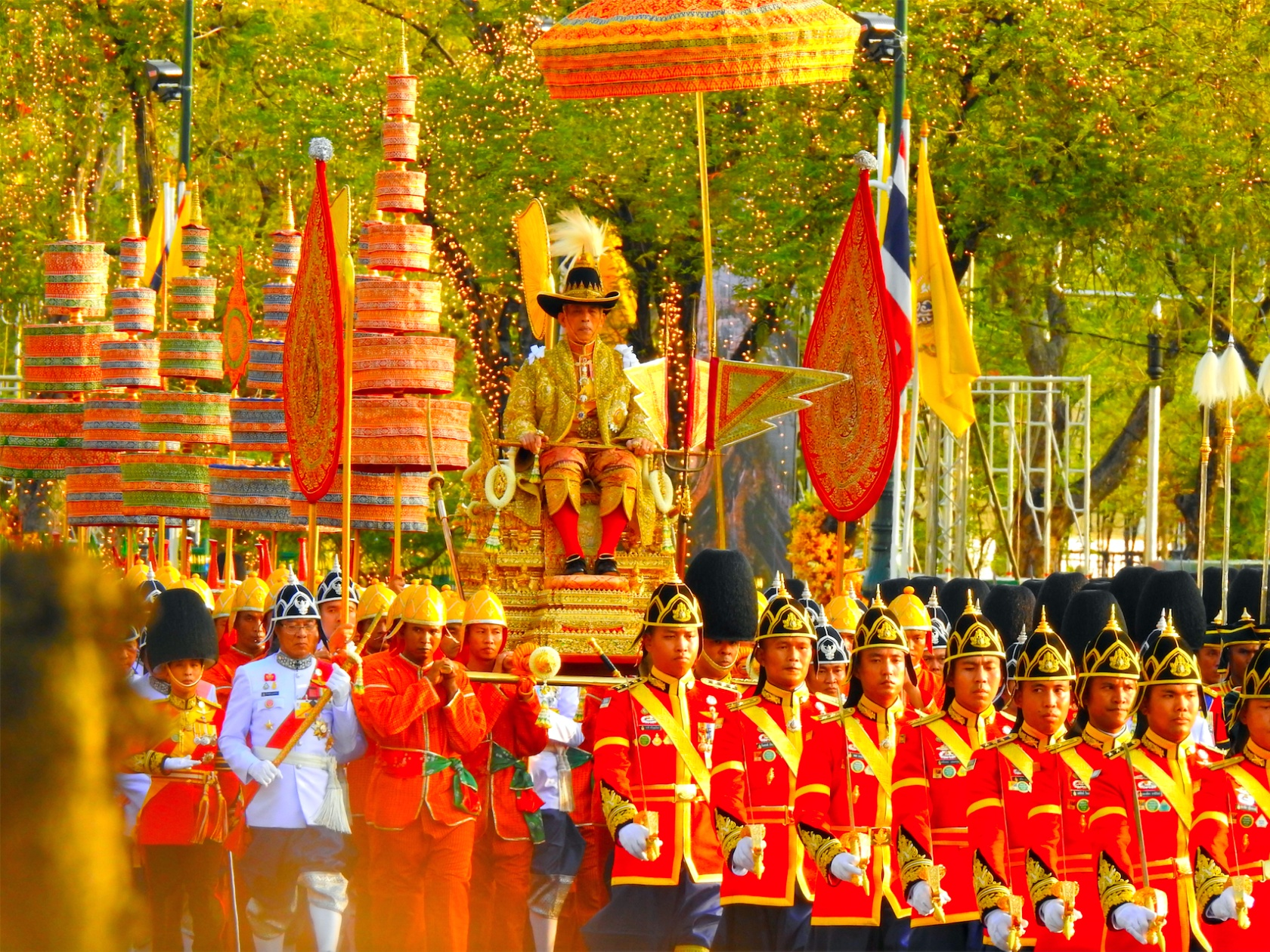
La coronació de Vajiralongkorn com a rei Rama X el 6 de maig de 2019.

Vajiralongkorn (en tai: มหาวชิราลงกรณ์) (Bangkok, 28 de juliol de 1952) és el rei de Tailàndia des del 2016, regnant amb el títol de Rama X. És fill i successor de Bhumibol Adulyadej, el monarca que més temps va ostentar el càrrec. Després d'un breu període de regència per part de Prem Tinsulanonda, que marcava a un dol oficial, va assumir el tron l'1 de desembre de 2016 i va ser coronat el maig de 2019.
Malgrat que a Tailàndia hi ha una estricta legislació de lesa majestat, que comporta altes penes de presó, la seva vida privada i les seves excentricitats han estat objecte de controvèrsia.